# Liolaemus capillitas
Liolaemus capillitas är en ödleart som beskrevs av  Hulse 1979. Liolaemus capillitas ingår i släktet Liolaemus och familjen Tropiduridae. IUCN kategoriserar arten globalt som livskraftig. Inga underarter finns listade i Catalogue of Life.